# Мајкл Или
Мајкл Дејвид Браун (енгл. Michael David Brown; рођен 3. августа 1973. у Вашингтону, Округ Колумбија), професионално познат као Мајкл Или (енгл. Michael Ealy), амерички је глумац филма и телевизије. Познат је по улогама филмовима у Берберница (2002), Паклене улице 2 (2003), Отимачи (2010), Размишљај као мушкарац (2012), Подземни свет: Буђење (2012), Оно од синоћ (2014), Размишљај као мушкарац 2 (2014), Савршени момак (2015) и Уљез (2019). Има велики број главних и епизодних улога у бројним телевизијским серијама.